# Estación de San Cristóbal Industrial
San Cristóbal Industrial, antiguamente denominada San Cristóbal, es una estación ferroviaria situada en el polígono industrial del distrito madrileño de Villaverde, junto a la Colonia Marconi. Forma parte de la red de Adif.

## Situación ferroviaria
La estación, que se encuentra a 604,9 metros de altitud, forma parte de los trazados de las siguientes líneas férreas:
- Línea férrea de ancho ibérico Madrid-Valencia, punto kilométrico 10,2.[1]
- Línea férrea de ancho ibérico San Cristóbal Industrial-Villaverde Bajo, punto kilométrico 3,0.[1]

A partir de la estación, hacia el sur, el trazado pasa de tener cuatro vías electrificadas a dos vías.

## Líneas y conexiones

### Cercanías
| procedencia/destino | < estación                   | Línea | estación > | destino/procedencia |
| ------------------- | ---------------------------- | ----- | ---------- | ------------------- |
| Chamartín           | San Cristóbal de los Ángeles |       | El Casar   | Aranjuez            |

La estación forma parte de la línea C-3 de la red de Cercanías Madrid. En días laborables la frecuencia media es un tren cada veinte minutos.

### Autobuses
| Diurnos |                                                 |                                                               |
| Línea   | Destino                                         | Parada                                                        |
| T41     | Villaverde Alto (Estación de Metro / Cercanías) | 3464 POLÍGONO INDUSTRIAL LA RESINA (Cabecera Colonia Marconi) |